# Trophy Wife
Trophy Wife är en amerikansk sitcom som sändes i en säsong mellan 2013 och 2014. Serien hade premiär den 24 september 2013 i USA på tv-kanalen ABC. Medverkande skådespelare är Malin Åkerman, Bradley Whitford och Marcia Gay Harden.

## Rollista (i urval)
- Malin Åkerman - Kate
- Bradley Whitford - Peter
- Marcia Gay Harden - Diane
- Michaela Watkins - Jackie
- Natalie Morales - Meg
- Ryan Lee - Nelson
- Albert Tsai - Bert
- Bailee Madison - Hillary